# Parcele Huckie
Parcele Huckie – osiedle w północnej części Wyszkowa (województwo mazowieckie).
Osiedle domów jednorodzinnych o charakterze miasta-ogrodu, wybudowane przed 1939. Nosiło wówczas nazwę Kolonia Wyszków Antoniny.